# Ganz CSMG
A Ganz CSMG (Ganz csuklós, ipari csuklós, rövidítve: ICS) egy kifejezetten Budapestre készített nyolctengelyes csuklós villamostípus, amely a kis kapacitású UV villamos és a budapesti vonalhálózaton sikertelenül működő FVV házi csuklósok lehetséges alternatívájaként került forgalomba. Tervezői Bozzay Dezső és Lengyel István ipari formatervezők. Napjainkig is jelentős szerepet játszanak a budapesti közösségi közlekedésben.
Az idők során számos variánsuk alakult ki. A szakzsargonban az ipari csuklós név rövidítéseként ICS-nek (mivel a házi csuklósokkal ellentétben ezek már ipari gyártásban készültek), csatolt üzemmódban pedig tréfásan "Góliátnak" nevezik.

## Altípusok

### CSMG–1
A jármű prototípusa a Ganz gyárban 1964-ben készült el. Ez még mindössze hattengelyes volt, egy csuklóalagúttal (3730-as). 1965-ben a középrészt megtoldották, így nyolctengelyesre bővítették, két csuklóval. A CSMG–1 típus 1967 és 1970 között készült, 1301–1335 közti kocsiszámokon. Ezen a típuson két áramszedő volt, viszont nem volt indítóautomatika és kettős sínfék sem. Azonkívül a vezetőfülke még nem volt elválasztva az utastértől. Csatlásuk kezdetben még nem volt alkalmas több kocsi rendszeres összekapcsolására. Sebességmérővel nem rendelkezett. Volt utastéri fűtés, és kifelé szóló hangszórók az ajtók felett, melyek közé viszonylatjelző tábla került.

### CSMG–2

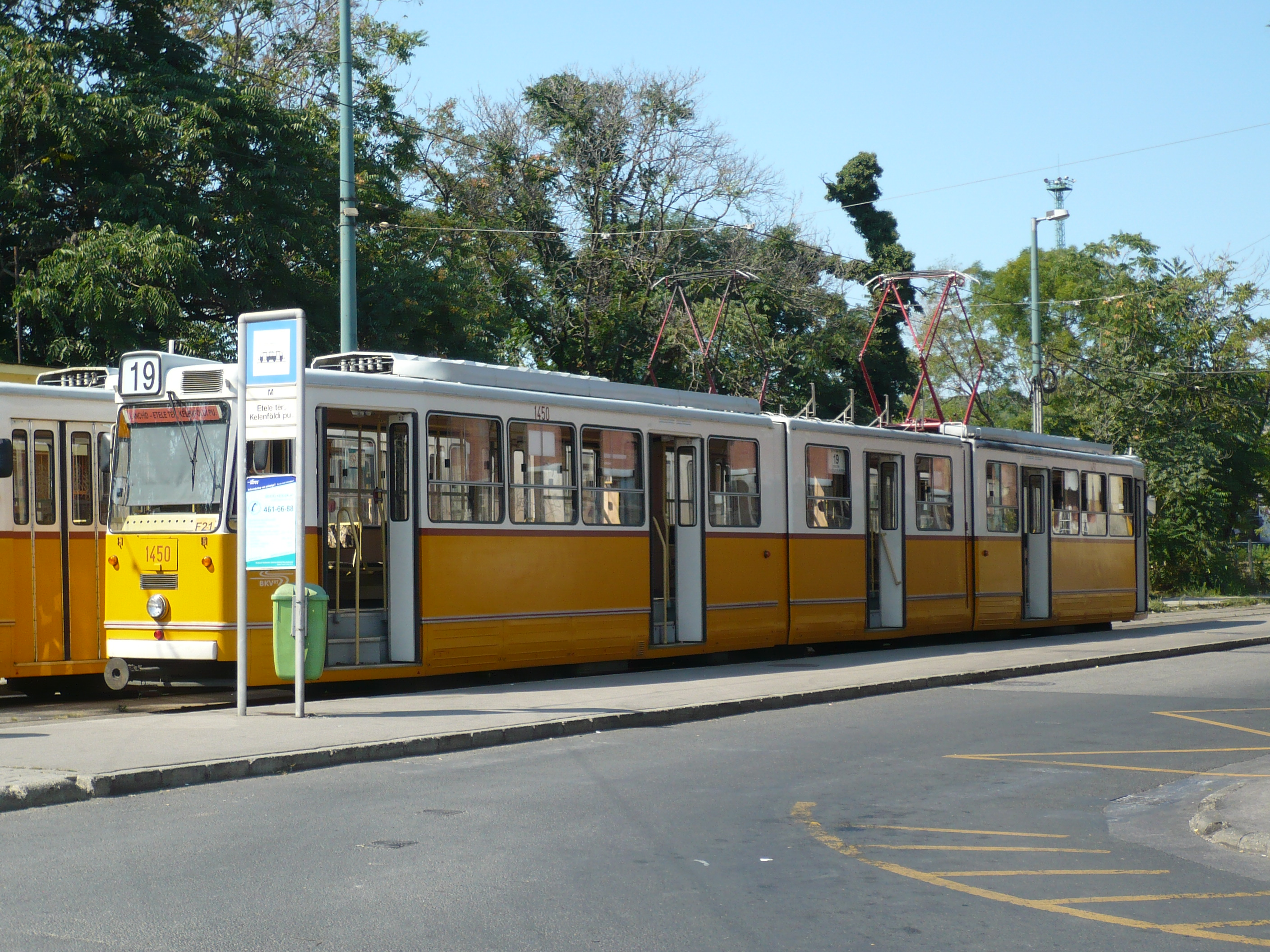
Az 1450 kocsiszámú CSMG-2 típusú villamos a Kelenföld vasútállomás végállomáson, a 19-es villamos vonalán

1970 és 1976 között készült a második széria. 1336–1390 és 1420–1451 közti számozással kerültek forgalomba. Egy áramszedőjük van, akkumulátoros sínfék, korszerűbb kontroller. Sebességmérő azonban továbbra sem volt, mint ahogy elhagyták a fűtést és a kifelé szóló hangszórókat is. A vezetőfülke nem volt leválasztva. Az 1336–1370 psz. kocsiknál az első ajtó mögötti ablaknál még nem voltak ülések. Az 1371-től kezdve tették lehetővé ott is a leülést. Az 1972-ben készült kocsikat (1371–1390) 1976-ban sorrendben átszámozták 1400–1419 közé. Az 1974-től készült villamosokon a tetőellenállásokat takaró védőlemezek magasságát egységesítették.

### CSMG–3
1977-1978 között gyártották őket, kifejezetten a nagykörúti villamosforgalom kiszolgálására. Kocsiszámuk 1452–1481 közötti. Csatlásuk erősebb, kaptak vezetőfülkét, sebességmérőt, valamint tachográfot is.

### Változtatások
Az idők során a BKV-nál számtalan módosítást hajtottak végre a típus járművein. Egységesítették a három különböző szériát. A típusjelzés CSMG–E lett. A 2000-es évek eleji főjavítások során a villamosok komolyabb felújításon estek át. Az ablakokat átépítették a régi lehúzhatóról korszerűbb, oldalt eltolható fajtára. Karcolás védő fólia is került rájuk. A gumipadlót felváltotta a csillámpadló. Az ülések borítását kicserélték a piros és fekete műbőrről barna kárpitra. A beltér dekoritlemezei új mintázatúak lettek. A plafon burkolata sima lett és eltűntek a szellőzőcsatorna nyílásai. A világítást kicserélték a korábbi izzósor helyett fénycsőre. A kocsikba fűtés is került. A vezetőfülkében a napellenző korszerűbb lett, és fölé került a viszonylatszám jelző tábla, alá pedig az útirányt mutató tábla. Nagyobb lett az ablaka, új műszerasztalt és zárható fülkeajtót építettek be. Néhány kocsi a KCSV-7 típussal megegyező ajtóvezérlést is kapott.
Ezeket a felújításokat a Combinók érkezésével a Hungária kocsiszínből kiköltöző 80 villamoson is elvégezték.
2007-ben az 1434-es pályaszámú villamosba motoros működtetésű áramszedőt építettek be, hogy kipróbálják ennek a lehetőségét a Ganz csuklósokon.
2008 nyarán az áramszedőt működtető motort kiszerelték az 1434-esből, s visszaalakították kötéllel vezérelhetővé, valószínűleg a nagy alkatrészhiány hatására.
Érdekességként megjegyezhető, hogy 2008 őszén, szintén az 1434-esbe szereltek egy lengyel gyártmányú utasszámláló berendezést, mely az ajtók felett egy infraérzékelővel van kapcsolatban. Eleinte a 2-es északi részén (Jászai Mari tér – Havas utca), majd 2009 januárjától jellemzően a 47-es és 49-es vonalon közlekedik az utasszámláló berendezéssel.

## Korszerűsített változatok

### KCSV–5
Az 1303-as számú, súlyos balesetet szenvedett villamos volt az alapja ennek a korszerűsítési projektnek. 1994-től közlekedik, egyenáramú szaggatós rendszerrel. Fékezéskor a jármű képes visszatáplálni a keletkező energiát a hálózatba, ha az adott szakaszban közlekedik felvevő villamos.

### KCSV–7
Az 1996–1999 között korszerűsített kocsik külön típust képviselnek.

## Selejtezések
2009 július elsején törölt először a BKV Ganz csuklós villamosokat az állományából.
1303: 1,24 millió km-t tett meg, utoljára 2007 júniusában szállított utasokat a 24-es villamoson.
1403: 1,82 millió km-t tett meg, 2007 januárjában szállított utoljára utasokat.
1405: 1,85 millió km-t tett meg, míg 2007. május 17-én a 37-es villamos Hungária körúti megállójánál az 1427-essel összeütközött; a villamoson ketten súlyosan meg is sérültek (az 1427-est helyreállították). Az 1405-ös kocsit 2010. január 28-án a Sörgyárnál található „ócskavas telep”-re szállították.
További érdekessége a selejtezésnek, hogy a 1403 eredetileg 1374, a 1405 pedig 1376-os pályaszámmal álltak forgalomba; míg a 1303 az 1984-ben balesetet szenvedett, majd 1994-ben helyreállított KCSV–5 villamos volt.
Az első nagyobb selejtezési hullám 2013 júliusában volt, amikor 15 villamost töröltek a BKV állományából. Ezek pályaszámai: 1302, 1304, 1305, 1306, 1308, 1309, 1311, 1312, 1322, 1334, 1338, 1358, 1414, 1436, 1449
2014 júliusában újabb villamosokat selejteztek, ezek pályaszámai: 1452, 1453, 1456, 1457, 1462, 1463, 
1470.
2015 márciusában selejtezett kocsik pályaszámai a következőek: 1432, 1454, 1455, 1458, 1459, 1460,
1464, 1472.
2015 június 30-án selejteztek újabb villamosokat, ezek pályaszámai a következők: 1406, 1408, 1409, 1410, 1411, 1412, 1421, 1426, 1429, 1431.
2016-ban is nagyobb selejtezési hullámok történtek. Júniusban az 1416, 1424, 1446, 1465, 1466, 1467, 1471, 1474, 1478, 1479, míg szeptember végén az 1333, 1413, 1415, 1417, 1420, 1425, 1428, 1447, 1480, 1481 pályaszámú villamosokat selejtezték le.
2016. december 31-én az alábbi pályaszámú villamosokat törölte állományából a BKV: 1307, 1310, 1314, 1315, 1316, 1317, 1319, 1320, 1324, 1368, 1422, 1423, 1430, 1435, 1473, 1475, 1477.
2021 őszén rossz vázállapota miatt az 1341-es pályaszámú Ganz csuklós villamos selejtezésre, elbontásra került.
Értéknövelő felújítást követően 37 jármű marad meg tartósan a típusból.
Az 1305-ös kocsi és az 1468–1469-es páros nosztalgiajárműnek van félreállítva.
2021-ben a BKK a típus forgalomból való kivezetése mellett döntött. (A Szabadság hídon, a Lánchíd pesti hídfője alatti alagútban és a Dunakorzó viaduktján egyelőre nem közlekedhet forgalomban más típusú villamos.)